# Moskou (Friesland)
Moskou is een buurtschap in de gemeenten Ooststellingwerf en Opsterland in de Nederlandse provincie Friesland.
De buurtschap ligt ten noordwesten van Donkerbroek, waaronder het grotendeels ook valt. Een klein deel valt onder Wijnjewoude. De buurtschap omvat de bewoning aan de Moskoureed, de Peelrug, de Moskou en de Moskouwei tot aan de Hechtfeanwei. Na die T-splitsing gaat de Moskouwei over in het grondgebied van Klein Groningen.
Het oudste huis van de hoofdstraat Moskou is nr. 1, gebouwd in 1867. De buurtschap is ontstaan uit een boerderij die wel Moskou werd genoemd. Vermoedelijk was dat een speelse verwijzing naar de buurtschap Petersburg, dat aan de andere kant van de Opsterlandse Compagnonsvaart ligt. De buurtschap Moskou groeide langs deze vaart, aan de straten Moskou en Moskouwei. In 1899 werd de buurtschap vermeld als Moscou.
Dorpen: Bakkeveen · Beetsterzwaag · Drachten-Azeven · Frieschepalen · Gorredijk · Hemrik · Jonkersland · Langezwaag · Lippenhuizen · Luxwoude · Nij Beets · Olterterp · Siegerswoude · Terwispel · Tijnje · Ureterp · Waskemeer (klein deel) · Wijnjewoude

Buurtschappen: Allardsoog (deels) · Haneburen · Hanebuurt · Heidehuizen · Hemrikerverlaat · Klein Groningen · Kooibos · Kortezwaag · Moskou (deels) · Nieuwe Vaart · Oosterend · Oud Beets · Petersburg (deels) · Rolbrug · Selmien · Sparjebird · Uilesprong · Ureterp aan de Vaart · Voorwerk · Vosseburen · Welgelegen (deels) · Wijngaarden · Wijnjeterpverlaat

Friesland: Steden en dorpen      Nederland: Provincies · Gemeenten